# Charles Wright & the Watts 103rd Street Rhythm Band
I Charles Wright & the Watts 103rd Street Rhythm Band sono un gruppo musicale funk formatosi a Los Angeles nel 1962.

## Storia
Fondata dall'omonimo cantante, la band, durante gli esordi, si esibisce nei nightclub più rinomati di Hollywood.
Il nome attuale viene coniato nel 1967 dal produttore Fred Smith. Lo stesso anno, il gruppo partecipa alla realizzazione di Silver Throat: Bill Cosby Sings. Grazie al successo dell'album, la formazione ottiene un contratto con la Warner Bros. Records.
Alla fine del decennio, alcuni componenti lasciano il progetto per dedicarsi a nuove esperienze.
Nel 1970 esce il singolo Express Yourself, il massimo successo commerciale dell'ensemble. La canzone verrà campionata diciotto anni dopo dai N.W.A.

## Formazione
- Charles Wright - voce, pianoforte
- Al McKay - chitarra elettrica
- Benorce Blackmon - chitarra elettrica
- Gabe Flemings - pianoforte, tromba
- Melvin Dunlap - basso elettrico
- James Gadson - batteria
- Larry D. Cotton - batteria
- Big John Rayford - sassofono
- Bill Cannon - sassofono
- Ray Jackson - trombone
- Leslie Milton, Sr. - batteria

## Discografia
The Watts 103rd Street Rhythm Band
- 1967 - Hot Heat and Sweet Groove
- 1968 - Together
- 1969 - In the Jungle, Babe

Charles Wright and the Watts 103rd Street Rhythm Band
- 1970 - Express Yourself
- 1971 - You're So Beautiful

Charles Wright
- 1972 - Rhythm & Poetry
- 1973 - Doin' What Comes Naturally
- 1974 - Ninety Day Cycle People
- 1975 - Lil' Encouragement
- 2007 - Finally Got It Wright